# Siarhiej Bahalejsza
Siarhiej Anatoljewicz Bahalejsza, błr. Сяргей Анатольевіч Багалейша, ros. Сергей Анатольевич Боголейша – Siergiej Anatoljewicz Bogolejsza (ur. 20 lutego 1990 w Grodnie) – białoruski hokeista, reprezentant Białorusi.

## Kariera
- HK Nioman Grodno (2005-2010)
- HK Nioman Grodno (2009-2010)
- Minskija Zubry (2010-2011)
- HK Lida (2011/2012)
- HK Nioman Grodno (2011-2016)
  -  HK Nioman Grodno (2011/2012)
- Iżstal Iżewsk (2016-2017)
- Rubin Tiumeń (2017-2018)
- HK Dynama Mołodeczno (2018)
- Junost' Mińsk (2018-2019)
- HK Szachcior Soligorsk (2019-2020)
- Dynama Mińsk (2020)
  -  HK Szachcior Soligorsk (2020-2021)
- JKH GKS Jastrzębie (2021-2022)
- Mietałłurg Żłobin (2022-)

Grał w zespołach białoruskiej wyższej ligi, białoruskiej ekstraligi, rosyjskich juniorskich rozgrywkach MHL i WHL. Na przełomie października i listopada 2020 występował w klubie Dynama Mińsk, rozgrywając cztery mecze w rosyjskich rozgrywkach KHL, po czym ponownie trafił do Szachciora Soligorsk. W czerwcu 2021 został ogłoszony zawodnikiem drużyny JKH GKS Jastrzębie w Polskiej Hokej Lidze. Po sezonie 2021/2022 odszedł z klubu. W maju 2022 został zaangażowany przez Mietałłurg Żłobin.
Uczestniczył w turniejach mistrzostw świata juniorów do lat 18 edycji 2008 (Elita) oraz mistrzostw świata juniorów do lat 20 edycji 2010 (Dywizja IA). W sezonie 2019/2020 grał w narodowej kadrze seniorskiej.

## Sukcesy
Klubowe
- Srebrny medal mistrzostw Białorusi: 2012 z Niomanem Grodno, 2020 z Szachciorem Soligorsk
- Złoty medal mistrzostw Białorusi: 2013, 2014 z Niomanem Grodno, 2019 z Junostią Mińsk
- Puchar Białorusi: 2014 z Niomanem Grodno
- Puchar Kontynentalny: 2015 z Niomanem Grodno
- Brązowy medal mistrzostw Białorusi: 2021 z Szachciorem Soligorsk
- Superpuchar Polski: 2021 z JKH GKS Jastrzębie
- Brązowy medal mistrzostw Polski: 2022 z JKH GKS Jastrzębie

Indywidualne
- Wysszaja Chokkiejnaja Liga (2016/2017): najlepszy obrońca tygodnia - 15 listopada 2016